# 保丁站
保丁站（英語：Bowdoin station，发音国际音标为：/ˈboʊdɪn/）是波士顿地铁蓝线市区方向终点站，车站是蓝线上唯一一座非无障碍车站。车站由马萨诸塞湾交通局管理，坐落于灯塔山社区保丁广场上。

## 历史

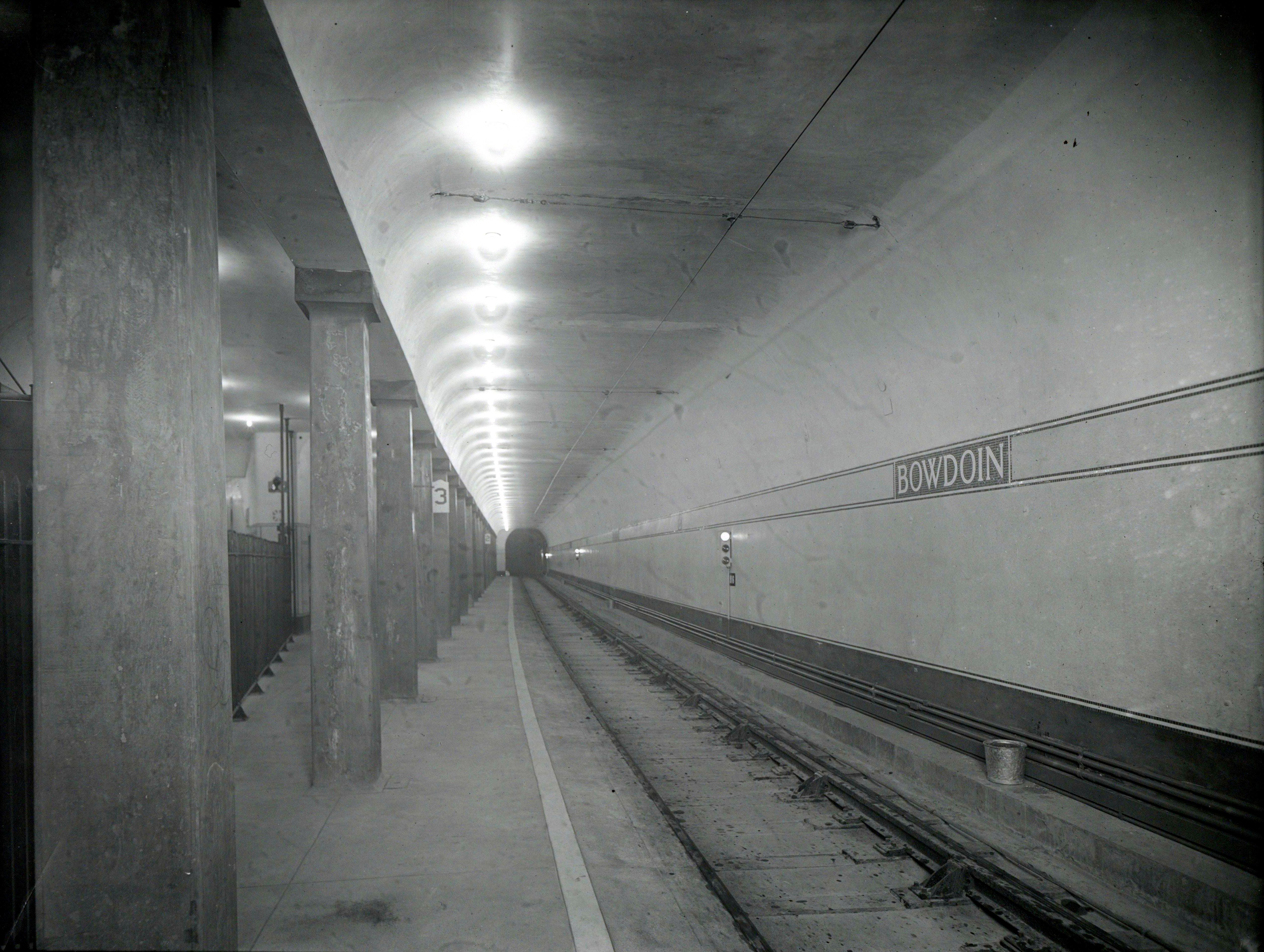
1916年1月，保丁站正式开放前

东波士顿隧道地铁于1904年12月30日开放，地铁开通时市区方向终点站为法院街站。法院街站作为终点站仅有一条轨道，即使发车频率受到限制，撞车事故仍然发生。1912年波士顿高架铁路公司开始将蓝线向灯塔山延伸。:391916年3月18日延长线竣工，保丁站与整条延长线一并开放。
保丁站建造在環形迴車道中间，由一个不常见的楔形島式月台组成。:30 除了环形轨道外，铁轨继续向西方向延伸，可以一直通往剑桥市。

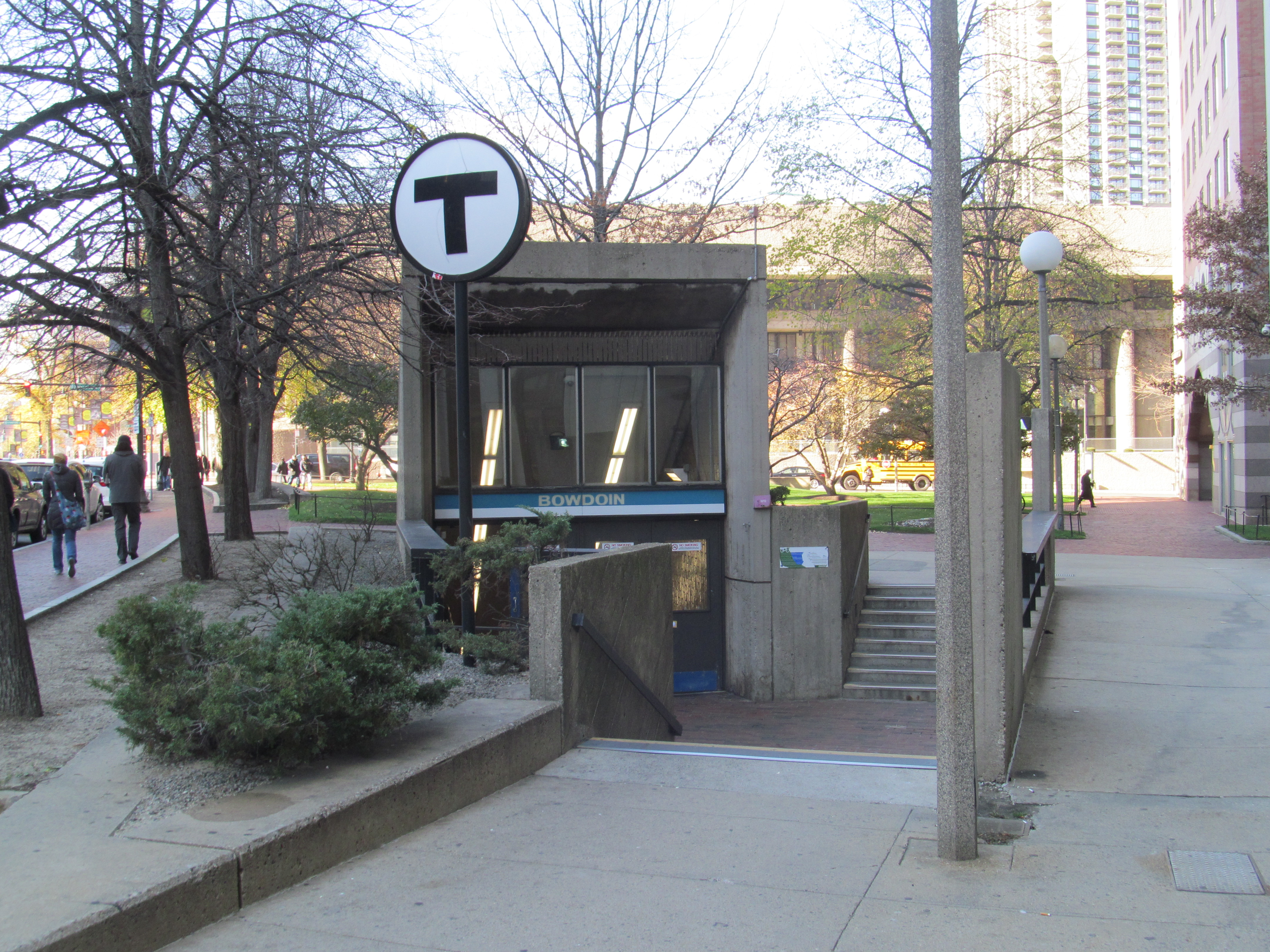
保丁站出入口（2015年11月）

1924年4月18日至21日周末期间，东波士顿隧道地铁列车从有轨电车更换成地鐵列车，地铁列车开门位置更高，载客容量更大。:30波士顿高架铁路公司并没有选择将隧道直径扩大，而是选择更简便的方法，使用较小的地铁列车在隧道运行。:32因此，地铁蓝线列车车厢长为14.8米，相比之下，波士顿地铁橙线车厢为20米长，波士顿地铁红线车厢为21.2米长。保丁站的环形轨道是波士顿地铁系统中仅剩的常规使用中的环形型轨道。
由于地铁蓝线没有专用的维护工厂，蓝线列车需要维护时使用欢乐街隧道入口来到地面与波士顿地铁红线相连，穿过朗费罗桥到达哈佛广场附近的维修厂。:32蓝线里维尔方向延长线一阶段于1952年竣工，并在东部高地站附近盖了一座维护工厂，从此以后便不再需要与红线相连，隧道入口也被填埋。:52如今保丁站尾部的轨道在冬季被用于存放列车使用。
1968年，作为900万美元全系统车站改善计划的一部分，交通局对车站进行了现代化改造。为节省建造扶梯的资金，约瑟夫·鲁伊斯·塞特设计的新车站出入口为一个倾斜的楼梯井加上混凝土板顶棚。

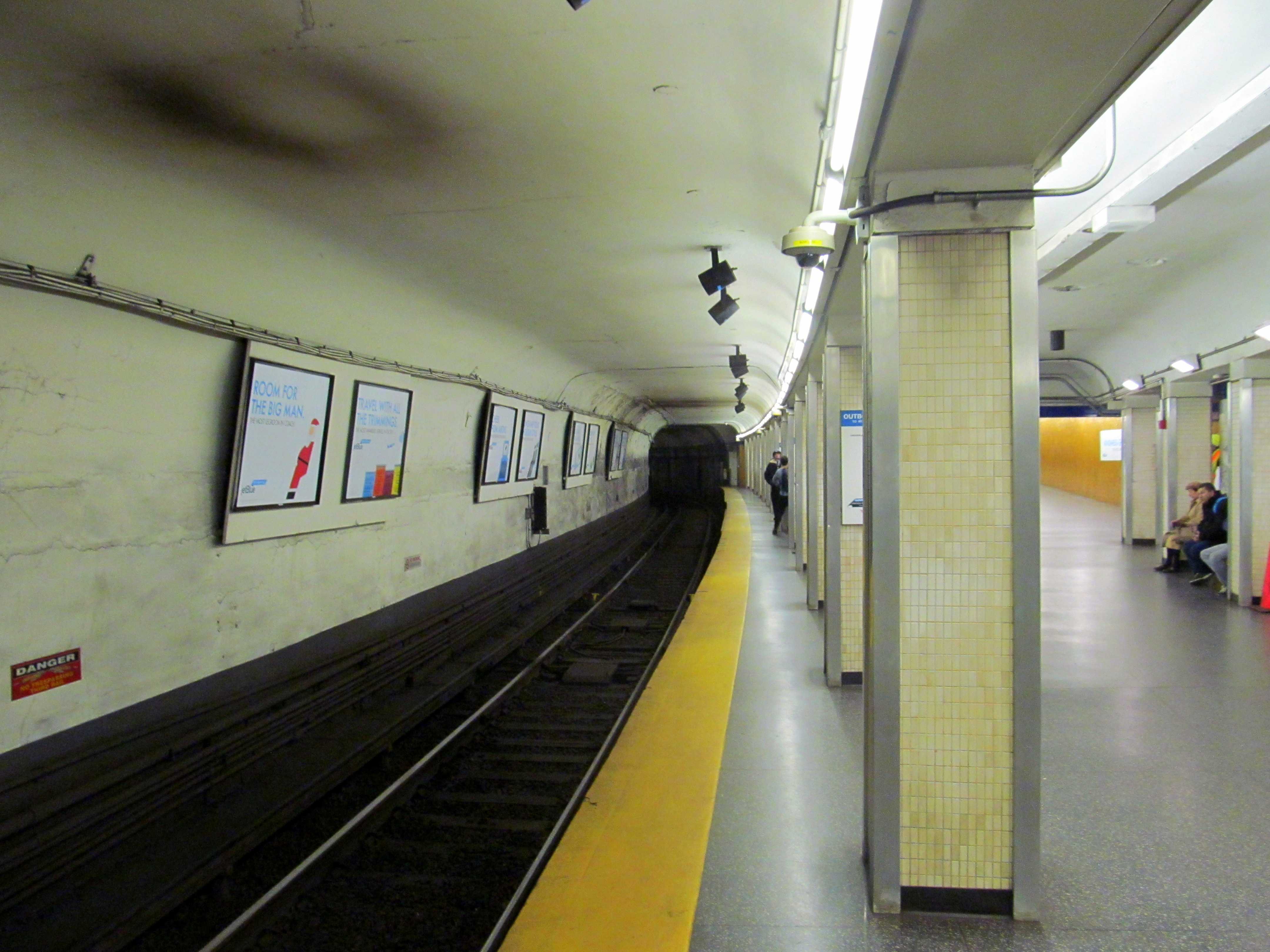
保丁站站台（2015年11月）

在20世纪80年代早期，马萨诸塞湾交通局遭受严重的预算危机，部分运输服务削减。通往普罗维登斯站和康科特站的通勤铁路和沃本支线完全停止。五座不常用的通勤铁路车站关闭，博伊尔斯顿站和唐人街站短时关闭，橙线和蓝线市郊部分周日服务由公交车替代。保丁站由于与政府中心站距离较近，使用人数也不多，于1981年1月3日起关闭。1982年1月11日起，车站重新开始正常运行，但只在工作日日间开放到下午6：30。1982年3月3日至4月20日期间，保丁站又一次被关闭。重新开放后，营业时间依旧有限制，那时候蓝线在夜间及周末的终点站为政府中心站。
2008年，蓝线同时使用4节车厢和6节车厢的列车，6节车厢列车只能停靠在进站方向站台。
2013年12月28日，保丁站的夜间和周末服务恢复，以减小政府中心站长达两年的关闭重建工程所带来的影响。2016年2月，交通局宣布即便政府中心站3月21日重新开放后，保丁站也将继续开放。

## 车站结构
| G            | 地面               | 出入口及检票口         |
| B1 蓝线 站台 | 入城               | 终点站                 |
| B1 蓝线 站台 | 岛式月台，两侧开门 |                        |
| B1 蓝线 站台 | 出城               | 往梦幻之地（政府中心） |